# Кучер Галина Федорівна
Галина Федорівна Ку́чер (до шлюбу Дудка; нар. 11 жовтня 1949, Хотянівка) — українська майстриня лозоплетіння; член Національної спілки майстрів народного мистецтва України з 1990 року. Заслужений майстер народної творчості УРСР з 1988 року; лауреатка Київської обласної премії в галузі народного мистецтва імені Петра Верни за 2004 рік.

## Біографія
Народилася 11 жовтня 1949 року в селі Хотянівці (нині Вишгородський район Київської області, Україна). Закінчила професійно-технічне училище в Києві. Плести з лози навчилася в діда і батька. Упродовж 1978–1996 років працювала майстринею лозоплетіння Черкаського художнього фонду; з 1996 року — в Обухові, де заснувала навчально-експериментальну майстерню лозоплетіння.

## Творчість
Виготовляє меблі, корзини, хлібниці, сухарниці, підстаканники, декоративні тарелі та глечики, світильники, карафки, кошики, дзбани, ложки, кухлі. Серед робіт:
- карафка «Косарі» (1983);
- світильник «Спогади дитинства» (1983);
- хлібниця «Мамина святкова» (1984);

композиції
- «У вінок Кобзареві» (1979);
- «Пам'ять» (1985);
- «Катерина» (1990);
- «Плетене моє дитинство» (2006);

декоративні тарелі
- «Соняшник» (1981);
- «Великодня» (1989);
- «Садок вишневий коло хати» (1991);
- «Світанок» (2006);

кошики
- для квітів «Золоте літо» (1982);
- для ягід (2005; 2007);

панно
- «Жили у бабусі два веселі гусі» (1986);
- «Дерево життя» (1986);
- «Обухову — 625» (1987);
- «Пісня Малишкового краю» (1987);
- «У світі Катерини Білокур» (2009).

Брала участь у міжнародних мистецьких виставках з 1983 року.
Окремі роботи майстрині зберігаються в Національному музеї українського народного декоративного мистецтва, Національному музеї-заповіднику українського гончарства в Опішному, Обухівському та Черкаському краєзнавчих музеях, Музеї Центру української культури у Ризі.